# Kanton Dieuze
Dieuze  is een voormalig kanton van het Franse departement Moselle. Het kanton maakte deel uit van het arrondissement Château-Salins.
Op 22 maart 2015 zijn de kantons van arrondissement Château-Salins samen met zeven gemeenten van het kanton Verny gefuseerd tot het kanton Saulnois, dat daardoor het gehele arrondissement omvat.

## Gemeenten
Het kanton omvatte de volgende gemeenten:
- Bassing
- Bidestroff
- Blanche-Église
- Bourgaltroff
- Cutting
- Dieuze (hoofdplaats)
- Domnon-lès-Dieuze
- Gelucourt
- Guébestroff
- Guéblange-lès-Dieuze
- Guébling
- Lidrezing
- Lindre-Basse
- Lindre-Haute
- Mulcey
- Rorbach-lès-Dieuze
- Saint-Médard
- Tarquimpol
- Val-de-Bride
- Vergaville
- Zarbeling
- Zommange